# Diamanda Galás
Diamanda Galás (* 29. srpna 1955, San Diego, Kalifornie, USA) je americká zpěvačka, pianistka a skladatelka řeckého původu. Ve svých skladbách a hudebním projevu se pohybuje na pomezí avantgardního rocku, klasické hudby a performance. Typický je pro ni výrazně expresivní vokál, oscilující mezi operním typem zpěvu, glosolálií a pronikavými, extatickými polohami vypětí hlasu s rozsahem 5 1/2 oktávy. Charakter hudby Diamandy Galás je velmi temný, instrumentačně sice úsporný, o to více však kladoucí důraz na zvukovou plnost, mnohdy až katedrálního rozměru. Některé nahrávky obsahují pouze hru hlasu protagonistky bez nástrojového doprovodu. Programově se zpěvačka pohybuje v extrémních filozofických polohách blasfemicky provokativního charakteru, přičemž základní osou jsou témata utrpení a zoufalství s oblibou hororové divadelní okázalostí performativní stránky produkce. Tato inklinace je částečně i vysvětlením pro její činnost v oblasti filmového umění, kde spolupracovala na projektech podobného zaměření (např. na Copollově filmu „Dracula“ z roku 1992).

## Diskografie
Nejvíce ceněnými nahrávkami je trilogie „Masque Of The Red Death“, obsahující alba The Divine Punishment (1986), Saint Of The Pit (1987) a You Must Be Certain Of The Devil (1988).
- 1982 – The Litanies of Satan
- 1984 – Diamanda Galas
- 1986 – The Divine Punishment
- 1986 – Saint of the Pit
- 1988 – You Must Be Certain of the Devil
- 1989 – trilogie Masque of the Red Death: The Divine Punishment, Saint of the Pit a You Must Be Certain of the Devil
- 1991 – Plague Mass (live)
- 1992 – The Singer
- 1993 – Vena Cava
- 1994 – The Sporting Life spolu s baskytaristou Led Zeppelin Johnem Paulem Jonesem
- 1996 – Schrei X (live)
- 1998 – Malediction & Prayer (live)
- 2003 – La Serpenta Canta (live)
- 2003 – Defixiones – Will and Testament (live)
- 2008 – Guilty Guilty Guilty (live)